# Akhisar
Akhisar es un distrito ubicado en el centro de la provincia de Manisa en la región del Egeo de Turquía Occidental. La moderna ciudad de Akhisar, levantada sobre la antigua ciudad lidia de Tiatira. Fue uno de los lugares donde el cristianismo fundó una de las Siete Iglesias del Apocalipsis, según el Nuevo Testamento (Apocalipsis 2, 18-29).